# Peugeot 206
A Peugeot 206 Magyarország egyik legnépszerűbb Peugeot-modellje volt a 307 mellett. A francia piacon 1998-tól 2010-ig gyártották. Európa több országában 206+ néven 2012-ig része volt a kínálatnak. A 206+ elöl-hátul hasonlít a 207-re, amelyben minden piacon a 206 utódját tisztelhettük. Kínában a 207 mellett az Citroën C2 is továbbvitte az örökséget. A 207 és 206+ modelleket is a 208 váltotta le 2012-ben.
Hivatalosan 1998. szeptember 10-én indították el a gyártását, de akkor még csak a ferde hátú létezett. 2000 szeptemberében kupé-kabrió (Peugeot 206 cc), majd 2001 szeptemberében kombi (Peugeot 206 SW), végül 2005 szeptemberében lépcsőshátú (Peugeot 206 SD) modellel bővült a választék.
A ráncfelvarrás utáni változatot kezdetben Dél-Amerikában árusították 2008 szeptemberétől, valamint Kínában 2008 novemberétől. A kínai piacon kombi, szedán és ferde hátú is létezett frissített formában.  Európában 2009-ben jelent meg, de csak ferde hátú változatban, a kombit a 207 SW, a kupé-kabriót a 207 cc helyettesítette. A kínai Dongfeng Peugeot-Citroën vegyesvállalat által elindított Citroën C2 technikailag nem azonos a Peugeot 206-tal. A 207-es 2006-os bevezetéséig több mint ötmillió példányt adtak el.

## A projekt

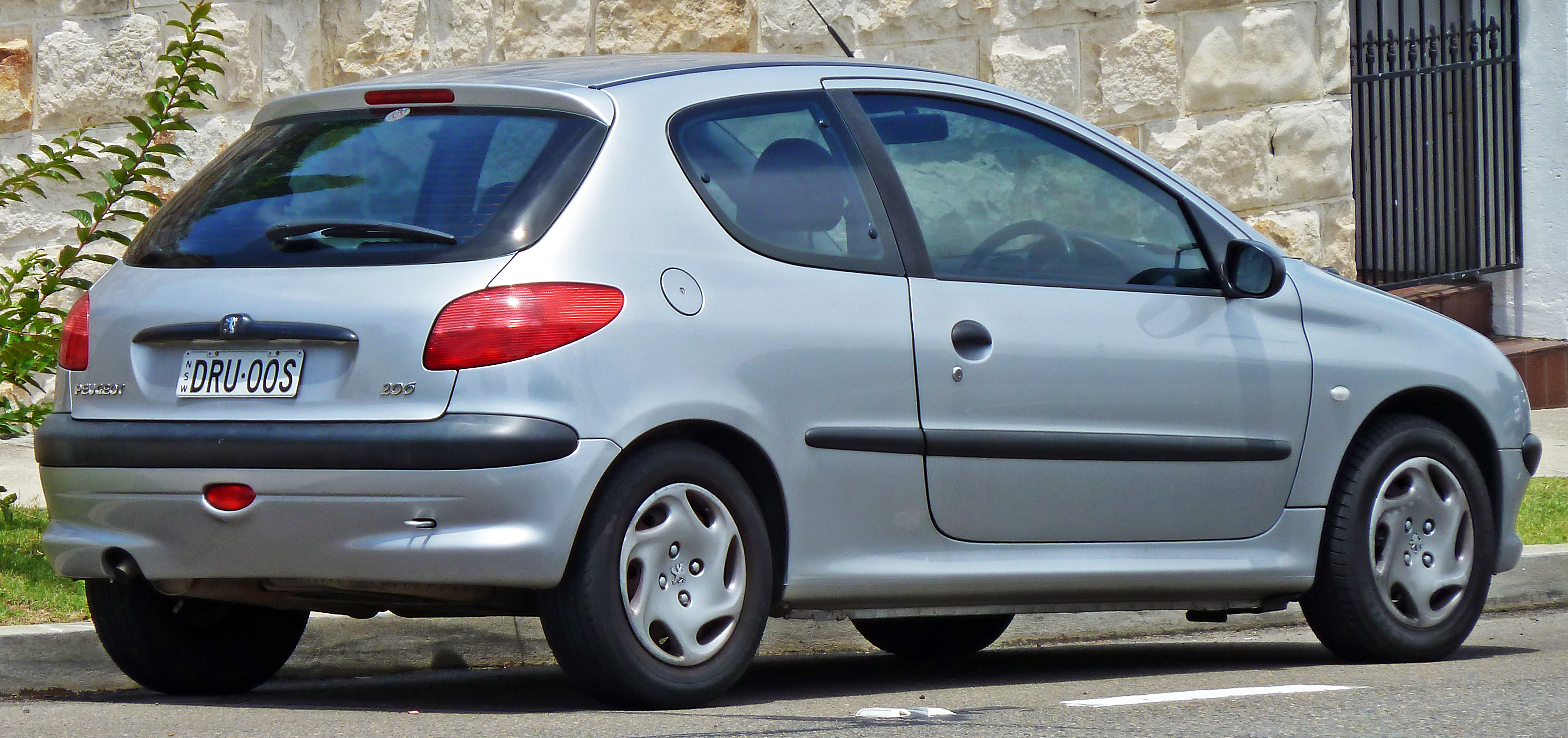
Eredeti Peugeot 206 (1999-2003)

Az 1990-es években a Peugeot úgy döntött, hogy a 205 utódja nem készül el közvetlenül, arra hivatkozva, hogy a szupermini-osztály már nem volt nyereséges. Így aztán - egyedi stratégiát követve - kisebb modellt készítettek utódnak, ez pedig nem más, mint a 106-os, amit 1991-ben indítottak.  Így aztán a 106 és az 1993-ban indított, a 309 utódjának szánt 306 között olyan űr alakult ki, amiről a Peugeot azt remélte, hogy nem kell majd kitölteni új modellel, miután a 205-öst a palettáról utód nélkül eltávolították, gondolva, hogyha nem tetszik a vásárlóknak, úgyis választhatnak kisebb vagy nagyobb autót. Sajnos ez a furcsa stratégia nem vált be. A 205-ös kivonásával más kisautók, mint a Ford Fiesta, a Volkswagen Polo, a Fiat Punto, az Opel Corsa, esetleg a Renault Clio Peugeot-Citroën vetélytárs nélkül váltak egyre népszerűbbé. A Peugeotnak tehát csökkent az értékesítési darabszáma. Új kisautó bevezetésére volt szükség, úgyhogy a 206 a 205 elkésett utódja lett.
A Peugeot azonban - részlegesen - a konszernen belül is számíthatott vetélytársra: a Citroën Saxo, annak alváza azonban megegyezett a 106-oséval, így az inkább annak volt konkurense. A 206-os vadonatúj első-hajtású alvázt alkalmazott.

## Változatok

### 206 cc
2000 szeptemberében a párizsi autókiállításon mutatták be a két évvel azelőtt a genfi autószalonban bemutatott Peugeot Two-oh-heart tanulmányautóra alapozott kupé-kabriót. Cerizay francia városban gyártották. 2008 elején a gyártás leállt, és felváltotta a 207 cc.

### Szedán
A lépcsőshátú változat Iránban jelent meg 206 SD néven. A Peugeot és az iráni Khodro vállalat közös fejlesztése, a 206-os utoljára létrejött modellvariánsa. Irán az SD-ből több országba is exportált, köztük Oroszországba, Törökországba és Algériába. Malajziában és Kínában 207-ként is árusították, ott ez a név kizárólag erre a szedánra vonatkozott.

### Citroën C2
2006-ban a PSA a kínai piac számára létrehozta a 206 elöl-hátul kissé módosított változatát, az új Citroën C2-t. Ez a páros hasonlít a Citroën LN és a Peugeot 104 közötti kapcsolatra. A Citroën C2 kínai változata nem hordozza az európai Citroën C2 (2002-2009) jellemvonásait.

## Motorok

### Benzinmotorok
| Űrtartalom (liter) | Űrtartalom (cm³) | Név            | Teljesítmény                |
| ------------------ | ---------------- | -------------- | --------------------------- |
| 1,0 l              | 999              | D4D I4 16v     | 70 lóerős (51 kW; 69 LE)    |
| 1,1 l              | 1124             | TU1JP I4       | 60 lóerős (44 kW; 59 LE)    |
| 1,4 l              | 1360             | TU3JP 8V I4    | 75 lóerős (55 kW; 74 LE)    |
| 1,4 l              | 1360             | ET3J4 16v I4   | 88 lóerős (65 kW; 87 LE)    |
| 1,6 l              | 1587             | TU5JP 8V I4    | 88 lóerős (65 kW; 87 LE)    |
| 1,6 l              | 1587             | TU5JP4 16v I4  | 109 lóerős (80 kW; 108 LE)  |
| 2,0 l              | 1997             | EW10J4 16v I4  | 140 lóerős (103 kW; 138 LE) |
| 2,0 l              | 1997             | EW10J4S 16v I4 | 177 lóerős (130 kW; 175 LE) |

### Dízelmotorok
| Űrtartalom (liter) | Űrtartalom (cm³) | Név              | Teljesítmény               |
| ------------------ | ---------------- | ---------------- | -------------------------- |
| 1,4 l              | 1398             | DV4 HDi dízel I4 | 68 lóerős (50 kW; 67 LE)   |
| 1,9 l              | 1898             | DW8 Diesel I4    | 71 lóerős (52 kW; 70 LE)   |
| 1,6 l              | 1560             | DV6 HDi I4       | 109 lóerős (80 kW; 108 LE) |
| 2,0 l              | 1997             | DW10 HDi I4      | 90 lóerős (66 kW; 89 LE)   |

## Peugeot 206+

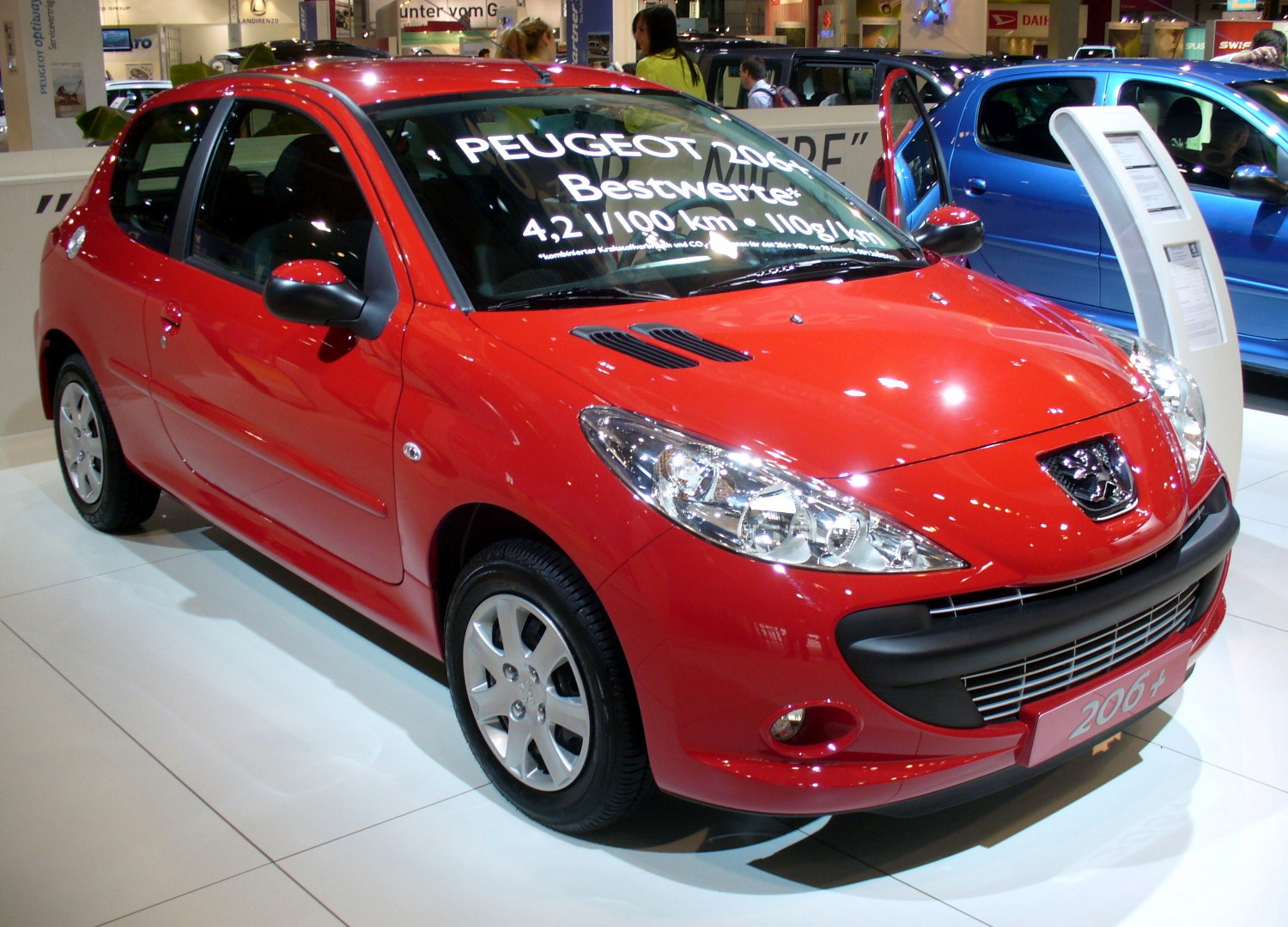
Peugeot 206+

A Peugeot 206+ egy frissített változata a 206-nak, új első fényszórókkal és megújult stílussal. Ez a modell hasonlít az európai 207-eshez. 2009 februárjában indult a gyártása a franciaországi Mulhouse-ban. Már a következő évben bejelentették, hogy legfeljebb 2013-ig marad gyártásban.
2008 májusában a Peugeot brazil vállalata bejelentette, hogy a 207-et nem fogja gyártani, de még forgalmazni sem, hanem a 206-nak készül néhány jellemvonását megváltoztatni. A frissített modell 2008 augusztusában indult olyan apró változtatásokkal, mint a felfüggesztések és a váltó lecserélése. Fő vetélytársai a Volkswagen Fox, a Chevrolet Agile és a Renault Clio Campus lettek. Argentínában és Uruguayban 207 Compact néven árusították. 2009-ben így a Peugeot bejelentette, hogy az európai modell ferde hátú változatát is frissíti, így megszületett a 206+.[forrás?]

## Galéria

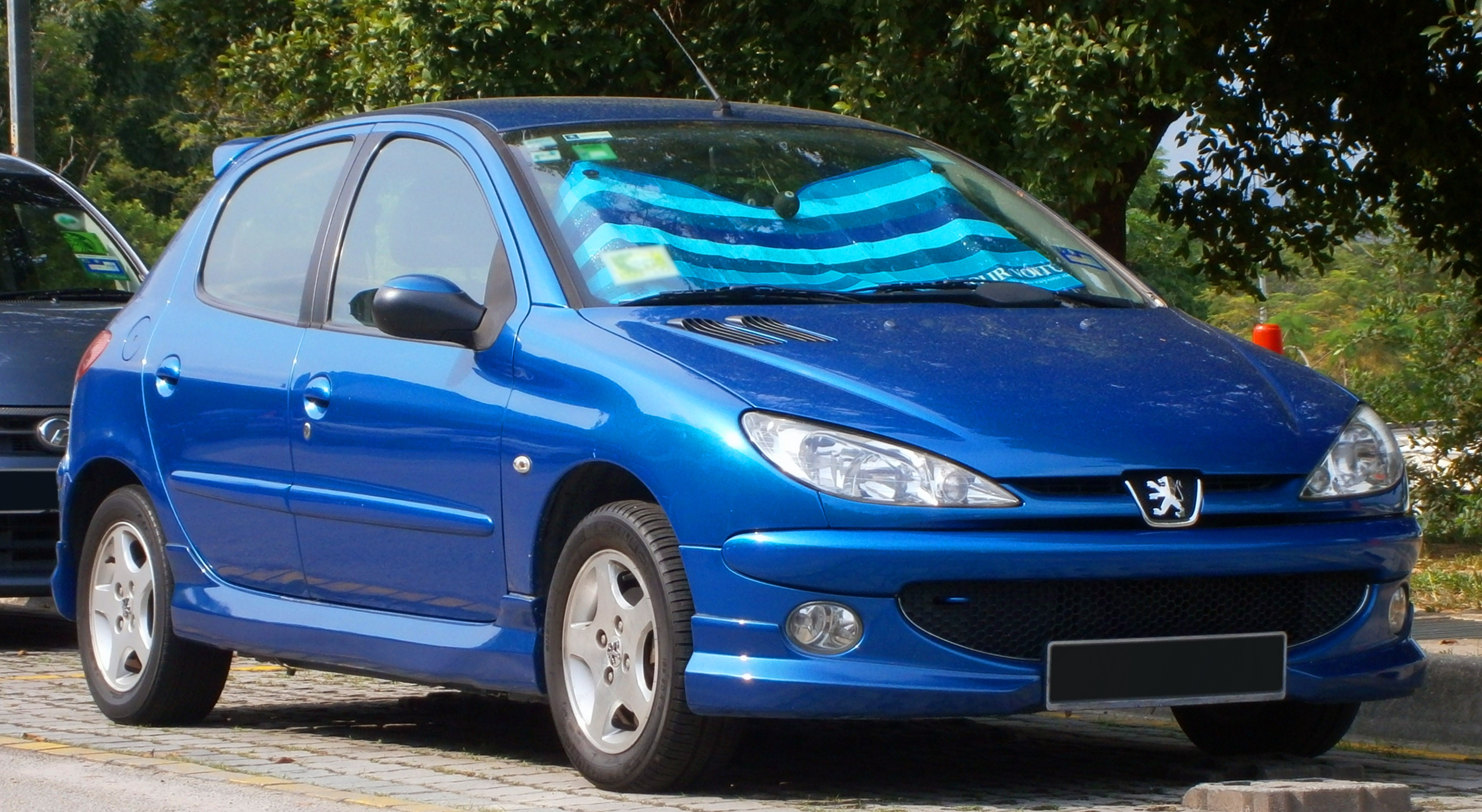
2008-as Peugeot 206 Malajzia
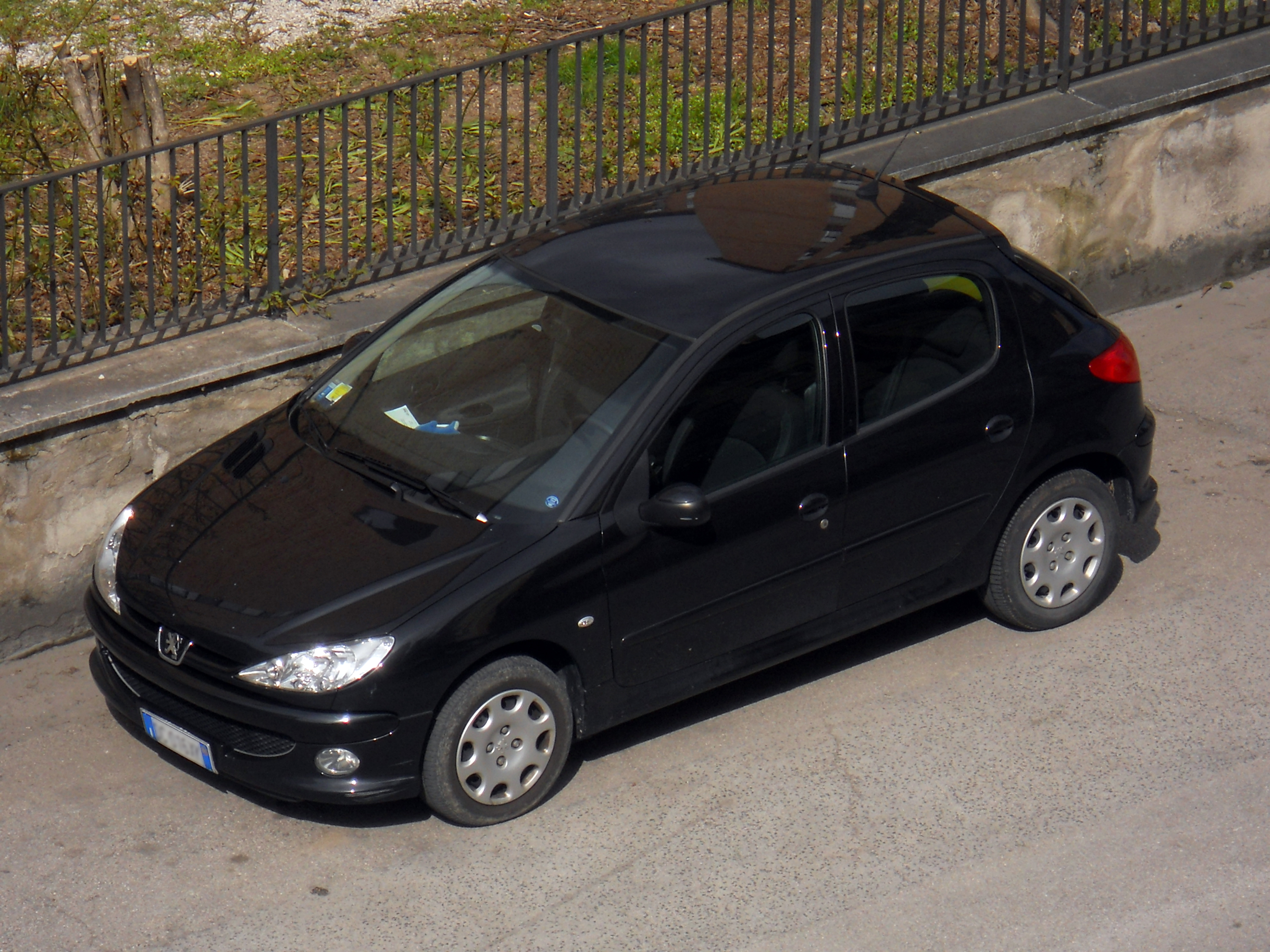
Fekete Peugeot 206
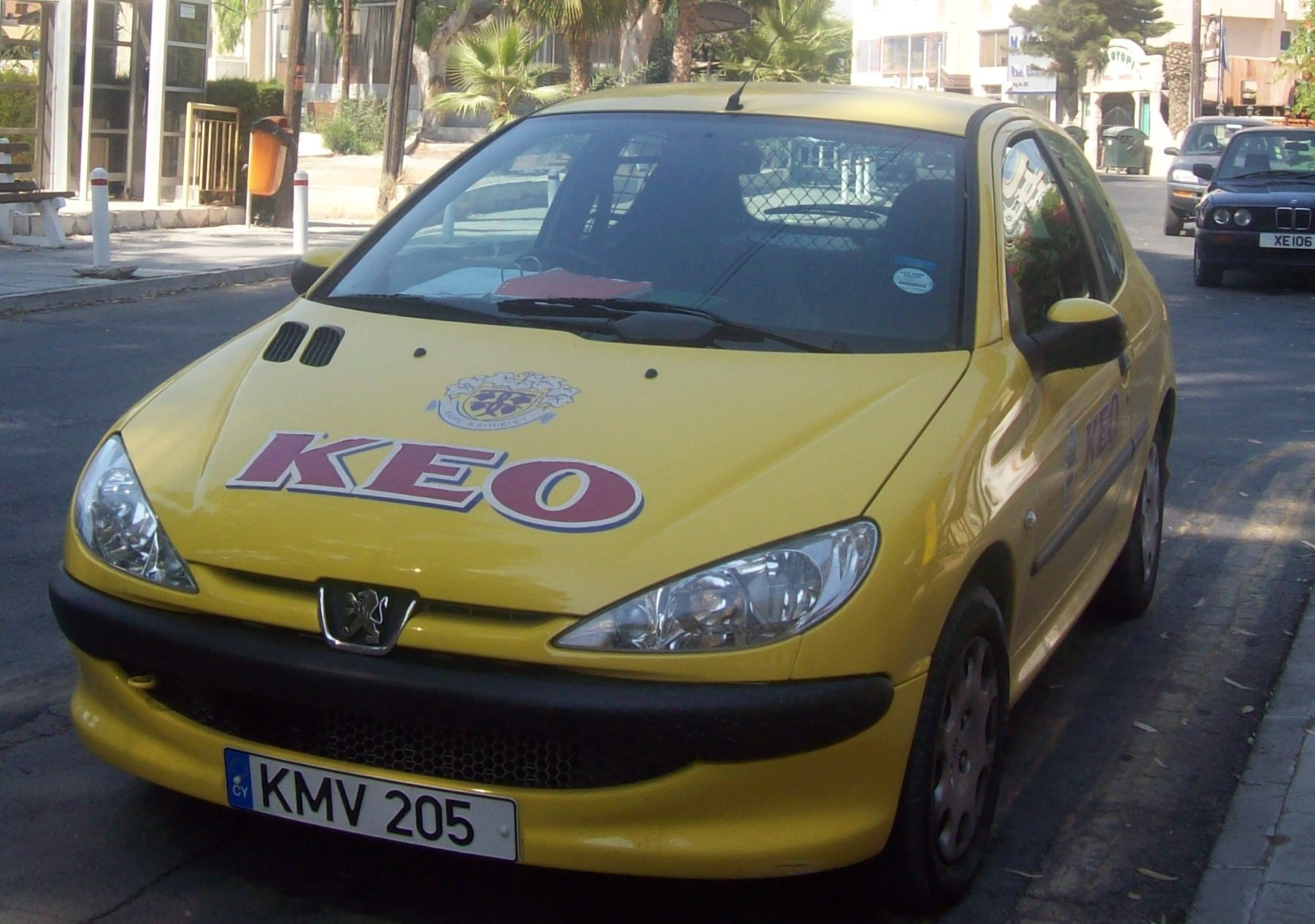
Keo Peugeot 206
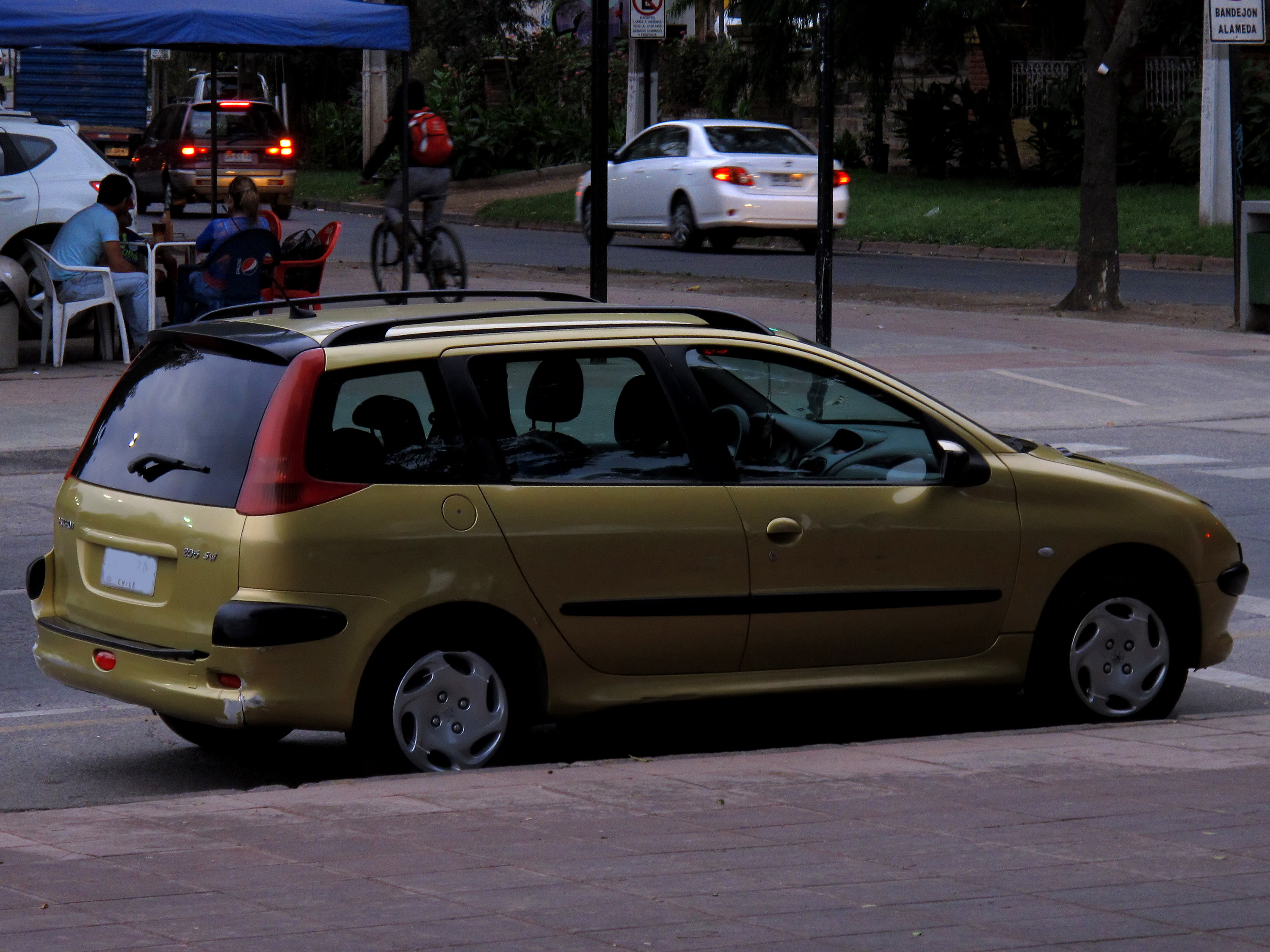
Peugeot 206 SW
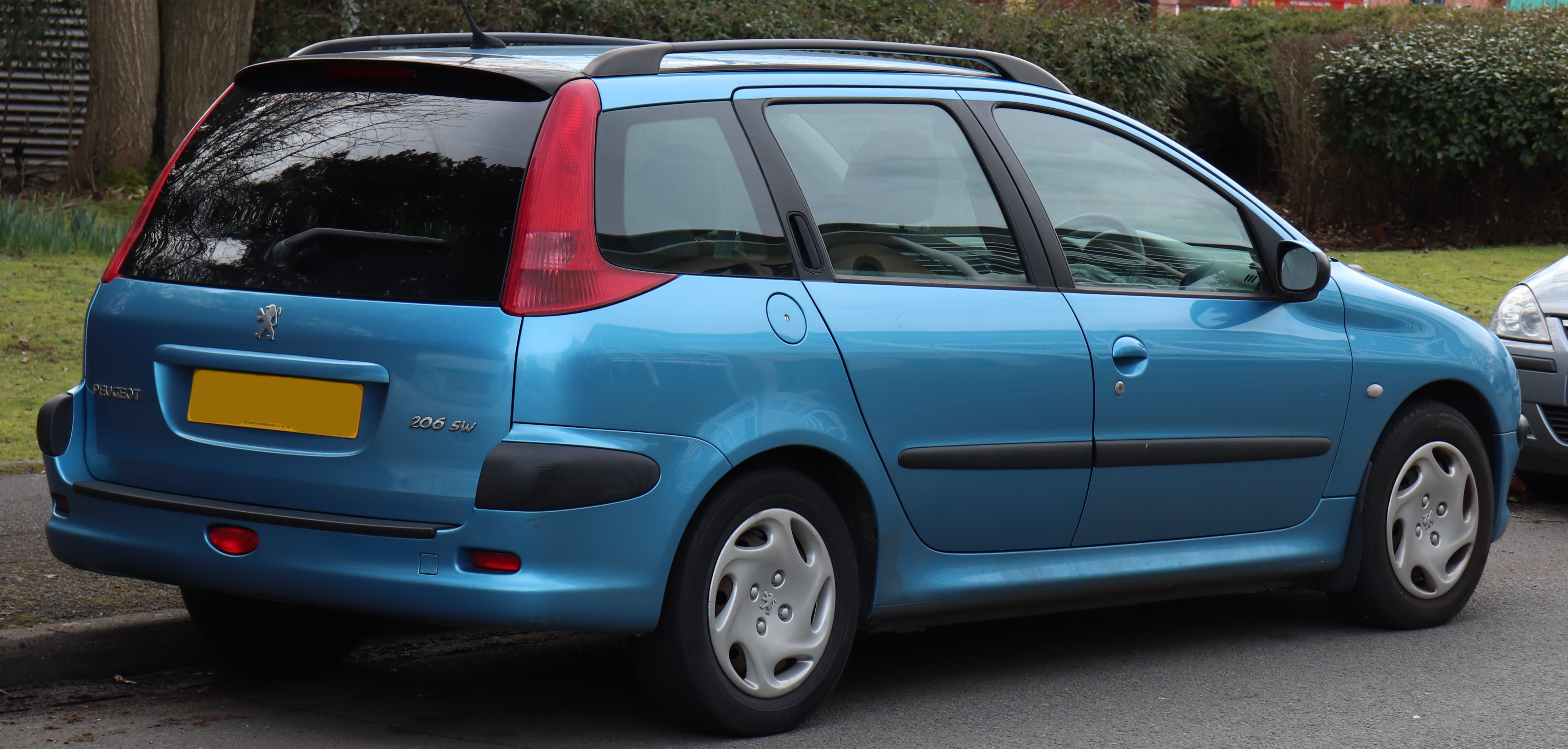
Peugeot 206 SW
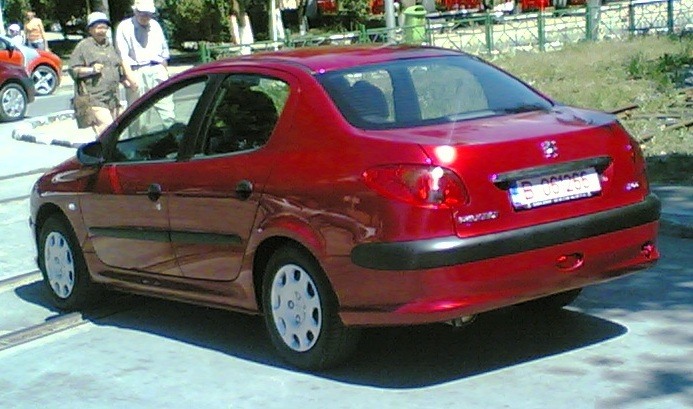
Peugeot 206 sedan
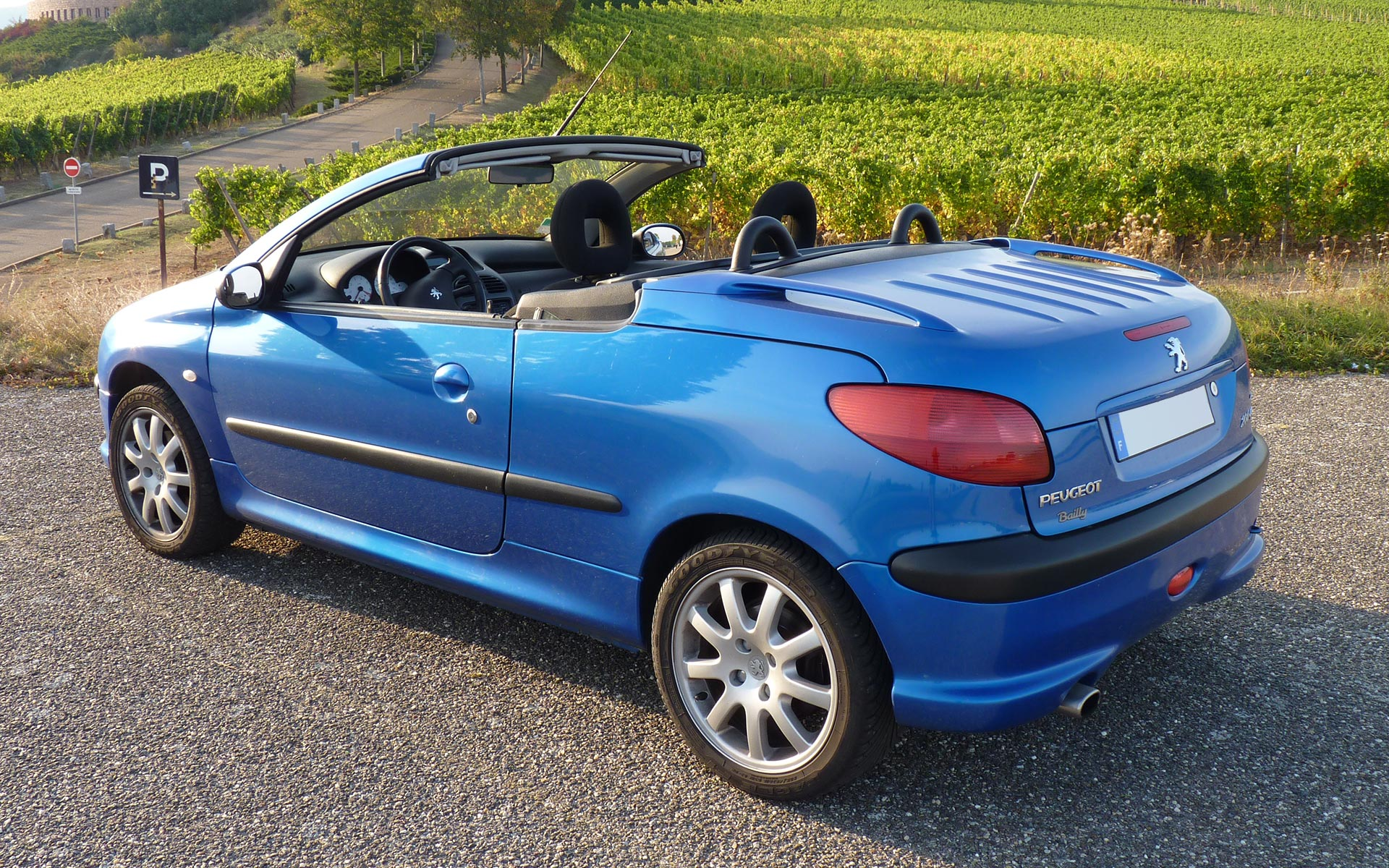
Peugeot 206 cc

## Fordítás
Ez a szócikk részben vagy egészben  a   Peugeot 206 című angol Wikipédia-szócikk fordításán alapul.  Az eredeti cikk szerkesztőit annak laptörténete sorolja fel. Ez a jelzés csupán a megfogalmazás eredetét és a szerzői jogokat jelzi, nem szolgál a cikkben szereplő információk forrásmegjelöléseként.